# ハリマンディル・サーヒブ

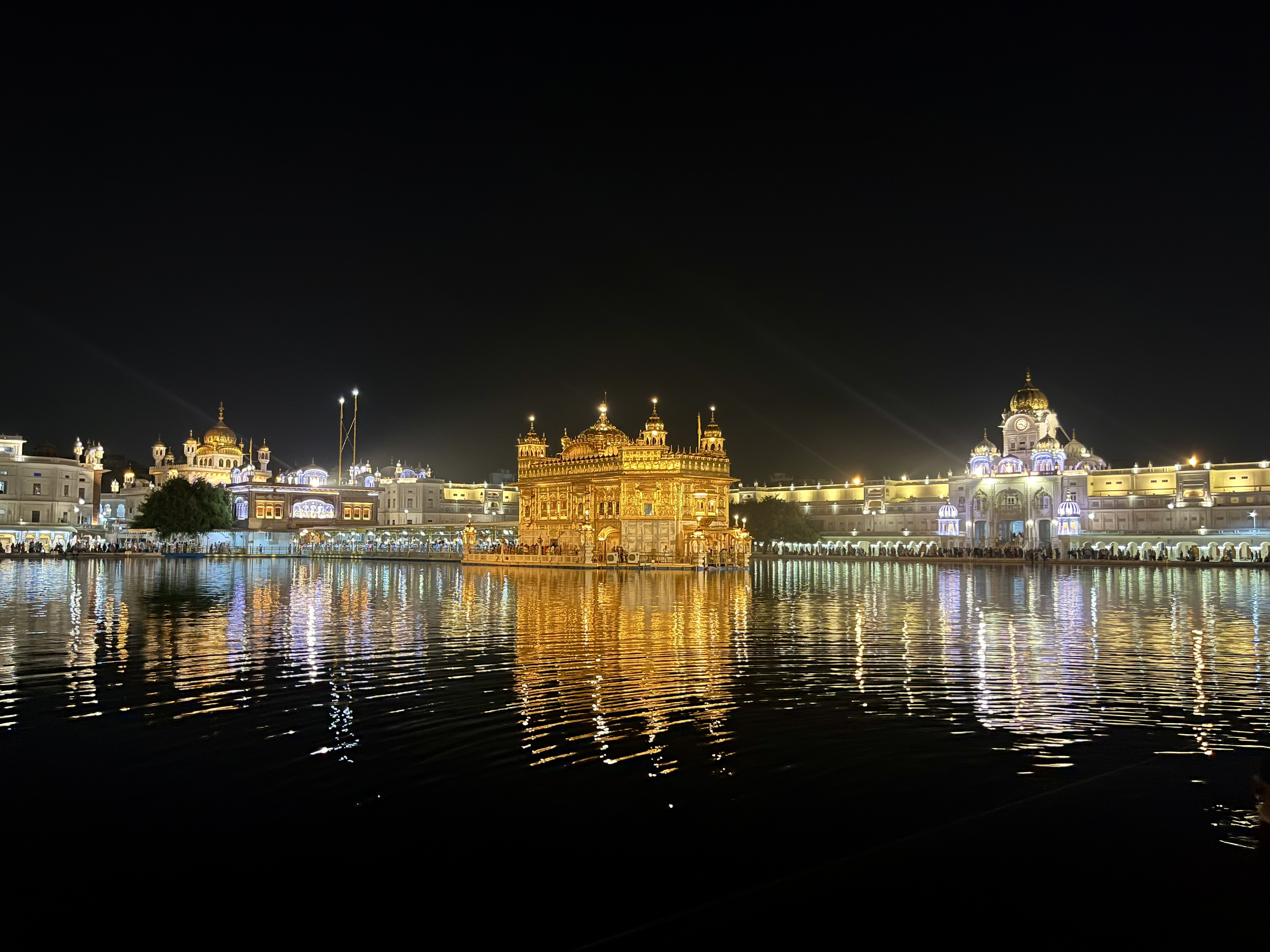
ハリマンディル・サーヒブ（黄金寺院）

ハリマンディル・サーヒブ（パンジャーブ語: ਹਰਿਮੰਦਰ ਸਾਹਿਬ、英語: Harmandir Sahib または Golden Temple）は、シク教の総本山にあたるグルドワーラー（シク教の寺院）の名称である。インド・パンジャーブ州のアムリトサルに位置する。日本では 黄金寺院 と呼ばれることが多い（ただしインド圏には他宗教の「黄金寺院」もいくつか存在する）。シク教徒にとっては最も尊い巡礼地である。

## 概要

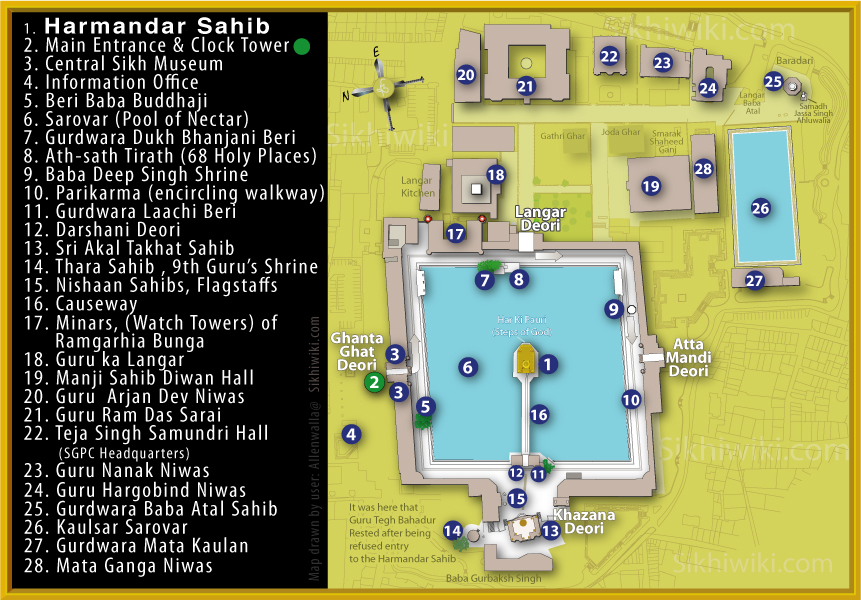
黄金寺院地図

1574年、シク教4代グル（指導者）のグル・ラーム・ダースのときに建築が開始された。完成したのは1604年で、そのときにはグルは次の代、5代目のグル・アルジュン・デーヴになっていた。現在は11代グルに代わる「永遠のグル」として聖典『グル・グラント・サーヒブ』が納められている。
ハリマンディル・サーヒブは、120ｍ×150ｍの人工池の中央に浮かぶように建っており、池と一体化した景観が特徴である。この池は「アムリタ・サラス」（不死の池）」と呼ばれ、多くの巡礼者が沐浴を行っている。池の四方は大理石等で建造された白亜の建築物と回廊で囲まれており、本殿の黄金と大理石の白、池の水のコントラストは美しい。建築物には時計塔、博物館、休憩所、宿坊、無料の食事（ランガル　カースト制を否定する意味で皆で席を並べて食べる、一種の宗教食）が振舞われる食堂などもある。これらの建築は北インド系のヒンドゥー様式とイスラーム建築を融合・昇華させたものとなっており、ヒンドゥー教・イスラーム教双方から影響を受けたシク教成立の経緯を示している。
また、ここにはシク教の最高機関である「シク議会」（シク教寺院運営委員会 en:Shiromani Gurdwara Prabandhak Committee、SGPC）が置かれている。

## 黄金寺院事件
1919年、逮捕令状なしの逮捕、裁判抜きの投獄を認める「ローラット法」の成立に反対した民衆が抗議のために黄金寺院の脇にある広場に非武装の集会を開いていたのに対して、イギリス将校が無差別発砲を命じ、イギリス軍が発砲。1,500名以上の死傷者を出す惨事となった。
1984年にはシク教の神権政治独立国家「カーリスターン」建国をめざすジャルネイル・シン・ビンドランワレ率いる過激派シク教徒武装勢力が立てこもり、インド軍の攻撃によって一般人を含め多くの犠牲者を出す事件が起きた（ブルースター作戦）。しかし以降は治安も回復し、現在は平穏で安全な巡礼・観光地として賑わっている。

## 画像
- 1870年ごろ撮影された写真
- 正門前
- 黄金寺院へ渡るための橋
- セントラル・シーク・ミュージアム
- アカル・タクート
- ババ・アタル・ライ・タワー
- ジャリンワラ・バン